# Cyklotrasa Euregio Egrensis
Cyklotrasa Euregio Egrensis (zkráceně EE) je mezinárodní cyklotrasa, spojující Bavorsko, Durynsko, Sasko a Čechy.

## Vedení trasy v Čechách

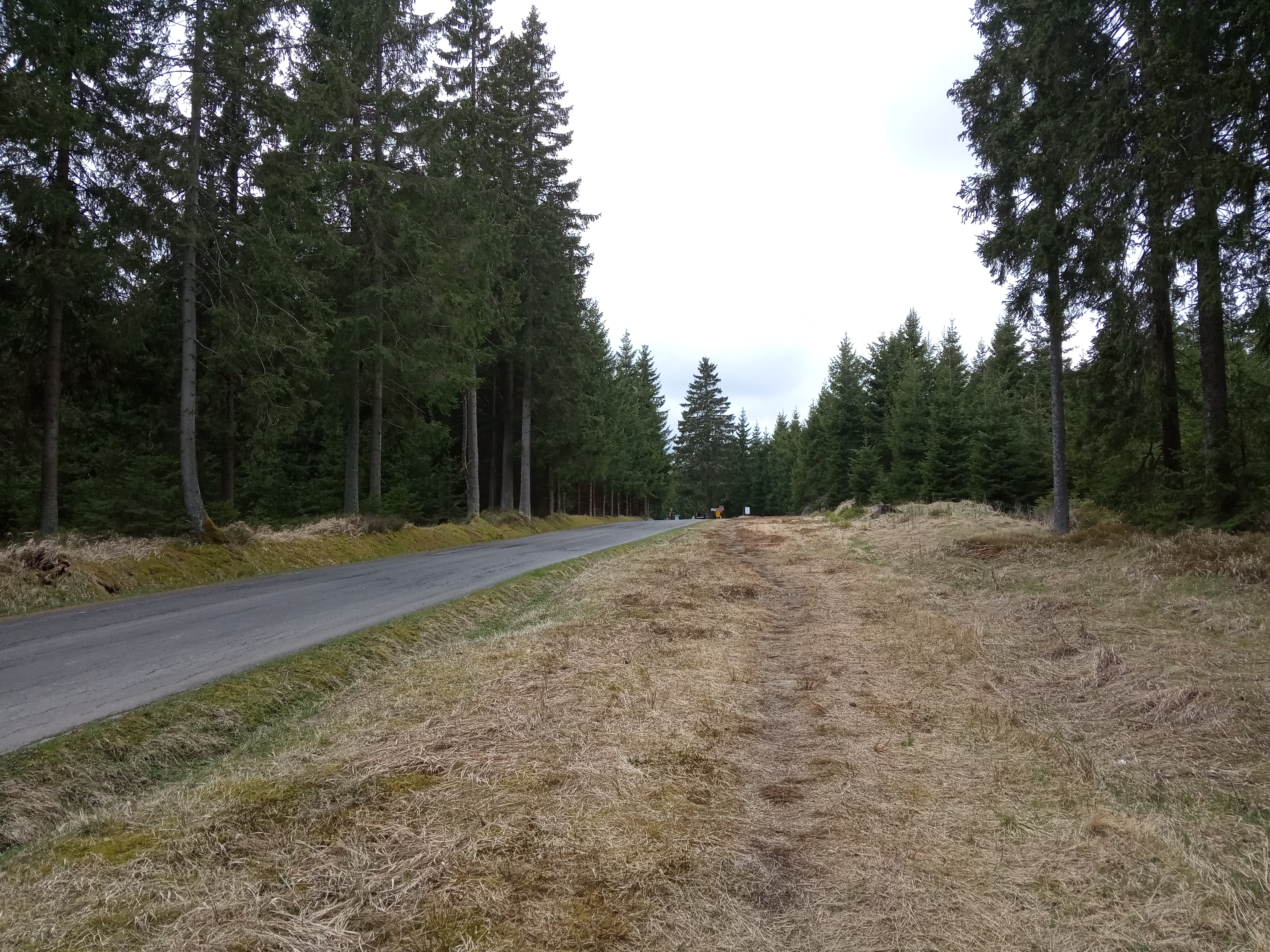
Cyklotrasa Euregio Egrensis mezi Horní Blatnou a Bludnou

Na území Čech vstupuje na hraničním přechodu Žďár/Griesbach, pokračuje na Tišinu a přes lokality U Křížku, Kůrovec a Hubertka do Žďáru. Tady se stáčí prudce doleva a přes lokalitu Zelená cesta, Jalový Dvůr, V Zahrádkách a přes Hamerský potok do Broumova a z něho tzv. Tichovskou cestou k rybníku Kajetán a posléze do Plánské Hutě, části Chodovské Hutě. U autobusové zastávky odbočuje doleva na Tachovskou Huť, kterou obchází a pokračuje do Tří Seker. Od Tří Seker pokračuje do Krásného a Velké Hleďsebe, kde prochází místní částí Klimentov a pod železniční tratí míří do Mariánských Lázní.
Do Mariánský Lázní vstupuje Chebskou ulicí, okolo obchodního centra Nová Chebská a Komenského ulicí na křižovatku s ulicí Křižíkova, kde se stáčí doleva. Na křižovatce s ulicí Máchova odbočuje vpravo a pokračuje ulicemi Anglická, Zeyerova a Pod Panoramou až k parku Boheminium a posléze mezi hotely Krakonoš a Nový Radhošť a okolo jezdecké školy až ke Kamzickému jezírku a golfovým areálem do Závišína.
Ze Závišína pokračuje přes silnici II/230 k Jilmovému potoku a podél něho a pod tratí na okraj Ovesných Kladrub, k VN Podhora, dále do Mrázova, chatovou oblastí okolo Betlémského rybníka a okrajem Seklových Domků do Kláštera. U autobusové zastávky odbočuje doleva a pokračuje na Teplou (Klášterní ulicí na Masarykovo náměstí a posléze Toužimskou ulicí), Otročín a pod tratí na Brť, následně míří po silničce přes Měchov a Chodov na Bečov nad Teplou.
Do Bečova přichází cyklotrasy Tepelskou ulicí a v centru, na křižovatce s Toužimskou ulicí, se stáčí doleva. Následně pokračuje jednosměrnou Nádražní ulicí (v opačném směru vede ulicemi U Elektrárny a Srázná), přes řeku Teplou, za níž najíždí na silnici II/230 (Mariánskolázeňská ulice) a později i na silnici I/20 (Plzeňská ulice, následně přecházející v Karlovarskou). Na okraji Bečova tuto silnici opouští a po silničce míří okolo Milešova, po svahu Milešovského vrchu, přes Háje do Krásna. Na okraji Krásna, u hornického muzea, se stáčí prudce doprava, vede okolo částí Na Dole a za ní najíždí na silnici II/209 (třída Osvoboditelů), kterou se dostává do Horního Slavkova. Cyklotrasa následně pokračuje přes náměstí Republiky, ulicemi Nové Město a Tovární, přes Údolí a následně Revoluční a opět Tovární ulicí do Lokte. Cestou mezi Horním Slavkovem a Loktem z velké části kopíruje zrušený úsek železniční trati Nové Sedlo u Lokte – Krásný Jez. Za mostem přes Ohři se stáčí doprava do Rooseveltovi ulice.
Z Lokte trasa kopíruje průběh toku řeky Ohře a okolo bývalé štoly Vildenava, pramene Horčička a Svatošských skal, kde znovu překračuje Ohři, přichází ke Svatošské ulici, nicméně ji hned opouští a po lávce přes Ohři a ulicí U Brodu míří do Tašovic, místní část Karlových Varů. U Polar Pointu se stáčí doprava k Ohři, pokračuje podél řeky, pod Doubským mostem, do místní části Dvory. Podél řeky pokračuje do ulice Říční, kolem golfového hřiště, pod Dvorským mostem, OC Varyáda a Rezidence Moser do části Rybáře. Následuje cesta po estakádě pod silnicí I/6 přes Rolavu a Tuhnickým mostem, Ostrovským mostem, podél silnice I/6, Drahovickým mostem a jírovcovou alejí pod Pražským mostem do ulice Bohatická v Dalovicích.
Po podjezdu silnice I/13 se stáčí doprava, znovu podjíždí silnici, pokračuje do Všeborovic a podél Ohře, u fotovoltaické elektrárny Šemnice přes řeku a po silnici II/222 do Dubiny. Odtud podél řeky vede do Kyselky, kam přichází v areálu bývalých lázní Kyselka, přes Lomnici a Kyselkou ke krytému mostu v Radošově a následně obloukem do Velichova, znovu přes Ohři, silnicí přes Mořičov do Liticova a Ostrova nad Ohří.
Do Ostrova přichází Mořičovskou ulicí přes železniční trať, dále Nádražní ulicí, okolo zámku, Šlikovou ulicí přes Staré náměstí, Husovou ulicí na náměstí U Brány a dále Hroznětínskou ulicí pod silnicemi I/13 a II/221 do Kfel, okolo tvrze, podél říčky Bystřice do Bystřice a Ostrovskou ulicí do Hroznětína. V Hroznětíně vede ulicemi Potoční a Mlýnská, okrajem Krušnohorského náměstí, krátce Hřbitovní ulicí a posléze ulicemi Školní, Sídliště a Koželužská až k vlakové zastávce, kde najíždí na silnici II/221 (ulice Československé armády) a posléze podél ní vede do Merklína. Z Merklína pokračuje silničkou podél Eliášova potoka a jeho přítoku Lípy do Lípy. Na rozcestí u Winklerova jasanu se dává doleva, přes zaniklou osadu Kaff a po svazích, po tzv. Kaffské cestě, obíhá Plešivec. Po této cestě se dostává až na silnici II/219 (Jáchymovská ulice) a po ní do Abertam. V Abertamech pokračuje přes náměstí Míru, ulicí Československé armády a Husovou na silničku, kopírující silnici II/219. Posléze pokračuje podél silnice, okolo PP Pernink, až na okraj Perninku, kde se na tuto silnici napojuje. Do Perninku vstupuje Jáchymovskou ulicí, na křižovatce s Karlovarskou ulicí se dává doprava do centra a dále ulicemi T.G. Masaryka, Blatenskou, pokračuje po silnici II/221, až k poslední křižovatce v Perninku, kde se dává doleva a po dvojitým křižování trati se dostává do Horní Blatné.
Do Horní Blatné přichází ulicí Jiráskova, pokračuje ulicemi U Kovárny a Krátká na náměstí Sv. Vavřince a Komenského ulicí míří pryč z města, na Bludnou a dále do Ryžovny, kde se stáčí doleva a přes zaniklou obec Sejfy pokračuje silničkou podél Černé, přes zaniklé obce Háje a Pila až do Potůčků. Republiku cyklotrasa opouští na hraničním přechodu Potůčky/Johanngeorgenstadt, na silnici II/221.
| Křížení s jinými cyklistickými trasami |                                             |                                |                                   |             |
| km                                     | bod                                         | navazující, křižující trasy    | souřadnice                        | nadm. výška |
| 0                                      | Žďár–CZ/D                                   | 36A Tirschenreuth–Planá        | 49°52′3″ s. š., 12°31′4″ v. d.*   | m *         |
| ?                                      | Prostřední Žďár                             | 36                             | 49°51′27″ s. š., 12°34′47″ v. d.* | m *         |
|                                        | Jalový Dvůr                                 | 2202                           | 49°52′38″ s. š., 12°35′ v. d.*    | m *         |
|                                        | Nad Broumovem                               | 2206 Tirschenreuth–Planá       | 49°53′7″ s. š., 12°35′13″ v. d.*  | m *         |
|                                        | Kajetán                                     | 2137                           | 49°55′14″ s. š., 12°34′57″ v. d.* | m *         |
|                                        | pod Cikánkou                                | 36                             | 49°55′34″ s. š., 12°35′38″ v. d.* | m *         |
|                                        | Plánská Huť                                 | 2137 2068                      | 49°55′36″ s. š., 12°36′20″ v. d.* | m *         |
|                                        | Tři Sekery                                  | 2137                           | 49°56′29″ s. š., 12°36′52″ v. d.* | m *         |
|                                        | Tři Sekery – u vodárny                      | 2069                           | 49°56′48″ s. š., 12°36′53″ v. d.* | m *         |
|                                        | Krásné                                      | 36 EV13                        | 49°57′21″ s. š., 12°36′52″ v. d.* | m *         |
|                                        | Klimentov – rozcestí                        | 604                            | 49°57′57″ s. š., 12°39′51″ v. d.* | m *         |
|                                        | Klimentov                                   | 604                            | 49°57′52″ s. š., 12°40′18″ v. d.* | m *         |
|                                        | Křižíkova                                   | 2137                           | 49°57′45″ s. š., 12°42′11″ v. d.* | m *         |
|                                        | ? (křižovatka ulic Máchova a Křižíkova)     | 604A                           | 49°57′50″ s. š., 12°42′14″ v. d.* | m *         |
|                                        | Mariánské Lázně – Viktorka                  | 2136 2140 2254                 | 49°57′50″ s. š., 12°42′20″ v. d.* | m *         |
|                                        | ? (na Anglické ulici)                       | 604A 2138                      | 49°57′49″ s. š., 12°42′22″ v. d.* | m *         |
|                                        | Krakonoš – Obůrka                           | 2139                           | 49°58′14″ s. š., 12°43′14″ v. d.* | m *         |
|                                        | Mariánské Lázně – Krakonoš                  | 2216 2284                      | 49°58′15″ s. š., 12°43′18″ v. d.* | m *         |
|                                        | Krakonoš – odbočka                          | 361 2139                       | 49°58′31″ s. š., 12°43′44″ v. d.* | m *         |
|                                        | Závišín – bus                               | 2216 2284                      | 49°58′33″ s. š., 12°44′38″ v. d.* | m *         |
|                                        | Závišín                                     | 2216 2284                      | 49°58′33″ s. š., 12°44′54″ v. d.* | m *         |
|                                        | Podhora – vodní nádrž                       | 2216                           | 49°57′25″ s. š., 12°48′31″ v. d.* | m *         |
|                                        | Mrázov – rozcestí                           | 2069                           | 49°57′35″ s. š., 12°49′55″ v. d.* | m *         |
|                                        | Betlém – rozcestí                           | 2216                           | 49°57′6″ s. š., 12°50′29″ v. d.*  | m *         |
|                                        | Klášter                                     | 306 352 362 2212 2233          | 49°58′0″ s. š., 12°52′34″ v. d.*  | m *         |
|                                        | Klášter – Sádky                             | 2233                           | 49°58′12″ s. š., 12°52′25″ v. d.* | m *         |
|                                        | Otročín                                     | 2183                           | 50°1′55″ s. š., 12°53′31″ v. d.*  | m *         |
|                                        | Chodov                                      | 2026                           | 50°4′9″ s. š., 12°51′50″ v. d.*   | m *         |
|                                        | Bečov nad Teplou                            | 2019 2232 2253 2284            | 50°5′ s. š., 12°50′19″ v. d.*     | m *         |
|                                        | Stará pošta                                 | 2019 2253 2284                 | 50°5′3″ s. š., 12°50′3″ v. d.*    | m *         |
|                                        | Krajcech                                    | 2135                           | 50°7′3″ s. š., 12°47′48″ v. d.*   | m *         |
|                                        | Horní Slavkov                               | 2017                           | 50°8′25″ s. š., 12°48′30″ v. d.*  | m *         |
|                                        | Loket – rozcestí                            | 6 2021 EV4 Karlova stezka Ohře | 50°8′25″ s. š., 12°48′30″ v. d.*  | m *         |
|                                        | Loket – kemp                                | 2016                           | 50°11′47″ s. š., 12°46′4″ v. d.*  | m *         |
|                                        | Dvorský most                                | 2227                           | 50°13′28″ s. š., 12°50′25″ v. d.* | m *         |
|                                        | Meandr – rozcestí                           | EV4 Karlova stezka             | 50°13′43″ s. š., 12°50′32″ v. d.* | m *         |
|                                        | Plynárenská lávka                           | 39 2009 Karlova stezka         | 50°13′50″ s. š., 12°51′1″ v. d.*  | m *         |
|                                        | Všeborovice                                 | 6A                             | 50°14′37″ s. š., 12°53′36″ v. d.* | m *         |
|                                        | Šemnice – u Mostu                           | 6 2249 Ohře                    | 50°14′40″ s. š., 12°58′12″ v. d.* | m *         |
|                                        | Dubina u Kyselky                            | 2249                           | 50°14′37″ s. š., 12°59′28″ v. d.* | m *         |
|                                        | Kyselka – bus                               | 6 Ohře                         | 50°15′45″ s. š., 13° v. d.*       | m *         |
|                                        | Radošov                                     | 6A                             | 50°16′33″ s. š., 12°59′43″ v. d.* | m *         |
|                                        | Velichov                                    | 6 2198 Ohře                    | 50°17′3″ s. š., 13°0′37″ v. d.*   | m *         |
|                                        | Bystřice                                    | spojka na 2005                 | 50°18′44″ s. š., 12°53′45″ v. d.* | m *         |
|                                        | Hroznětín                                   | 2012 Karlova stezka            | 50°18′35″ s. š., 12°52′21″ v. d.* | m *         |
|                                        | Lípa – rozcestí                             | 2198                           | 50°21′9″ s. š., 12°52′14″ v. d.*  | m *         |
|                                        | Kaffská cesta                               | 2002                           | 50°22′7″ s. š., 12°49′49″ v. d.*  | m *         |
|                                        | Abertamy                                    | 2000 2004                      | 50°22′6″ s. š., 12°49′2″ v. d.*   | m *         |
|                                        | Pernink                                     | 2000                           | 50°21′50″ s. š., 12°47′4″ v. d.*  | m *         |
|                                        | Horní Blatná                                | 23                             | 50°23′23″ s. š., 12°46′11″ v. d.* | m *         |
|                                        | Bludná                                      | 2004 Karlova stezka            | 50°24′2″ s. š., 12°48′24″ v. d.*  | m *         |
|                                        | Ryžovna                                     | 23 2198                        | 50°24′23″ s. š., 12°50′14″ v. d.* | m *         |
|                                        | Háje                                        | 2004                           | 50°24′55″ s. š., 12°48′9″ v. d.*  | m *         |
|                                        | Papírna                                     | 2002                           | 50°25′33″ s. š., 12°45′13″ v. d.* | m *         |
|                                        | U Přejezdu                                  | Karlova stezka                 | 50°25′38″ s. š., 12°44′41″ v. d.* | m *         |
|                                        | Potůčky – CZ/D                              | 2009 Karlova stezka            | 50°25′42″ s. š., 12°44′ v. d.*    | m *         |
|                                        | Hraniční přechod Potůčky/Johanngeorgenstadt |                                | 50°25′44″ s. š., 12°43′58″ v. d.* | m *         |

* přibližný údaj

## Místa na trase
- PR Bučina u Žďáru
- PP Louky u Prostředního Žďáru
- Kajetán – pamětní místo Akce Kámen
- NS Slatina
- Mariánské Lázně
  - Nietzchův pramen
  - NS Lázeňské lesy
  - Park Boheminium
- VN Podhora
- Betlémský rybník
- Teplá
  - Klášter Teplá
  - Davidova naučná stezka
- Krásno
  - Hornické muzeum
- Horní Slavkov
  - Dědičná štola Kašpara Pluha
- Svatošské skály
- Karlovy Vary
  - hradiště Starý Loket
  - NS Doubí – Svatošské skály
- NS Andělská hora – Kyselka
- Kyselka
- NS Po starých cestách okolo Ostrova
- NS Mamut
- Horská NS Merklín
- Plešivecká NS
- NS 17 Abertamských zastavení
- NS Hřebečná
- PP Pernink
  - Perninské rašeliniště
  - NS Rašeliniště Pernink
- Krušnohornická NS
- Bludná
  - Bludenská alej
- NS Blatenský příkop
- Horská NS
- Podleská štola